# Col de Pelouse
Le col de Pelouse (en italien colle della Pelouse), s'élevant entre 2 793 et 2 797 mètres d'altitude, se situe au-dessus de la vallée de la Maurienne et du val de Suse. Ouvert entre la cime Gardoria et l'aiguille de Scolette, il fait partie de la frontière entre la France et l'Italie.

## Géographie
Il relie Avrieux en France au nord à Bardonèche en Italie au sud. Du côté piémontais à 1 979 mètres d'altitude se situe le lac de barrage de Rochemolles et, du côté savoyard, le lac de Scolette (ou lac du Vallon, 2 686 mètres).

## Historique

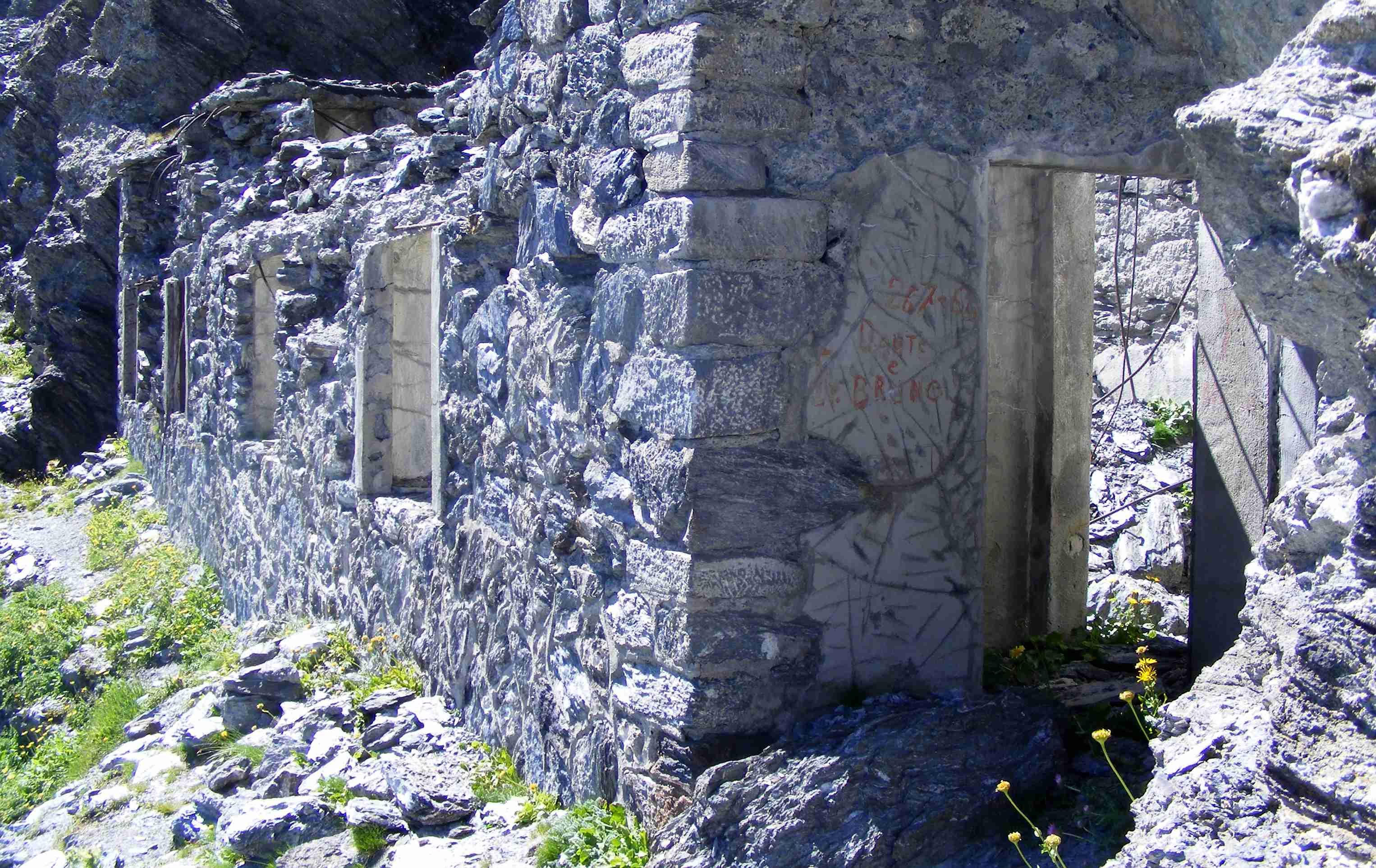
Les ruines de l'abri près du col.

Un abri (Bivacco LXIII) maintenant en ruines, qui servait de casernement pour 20 hommes et qui fut bâti en 1939, se situe tout près du col, côté italien. En juin 1940, durant la bataille des Alpes, au nord du col se déroulèrent des combats entre les troupes italiennes et l'armée des Alpes.

## Alpinisme
Le col de Pelouse est le départ des voies plus simples pour atteindre le sommet de la pointe de Paumont (à l'ouest) et de l'aiguille de Scolette (au nord-est).